# Бобрська сільська рада
Бобрська сільська рада (біл. Бобрскі сельсавет) — адміністративно-територіальна одиниця в складі Крупського району розташована в Мінській області Білорусі. Адміністративний центр — Замки.
Бобрська сільська рада розташована на межі центральної Білорусі, у східній частині Мінської області орієнтовне розташування — супутникові знимки [Архівовано 25 серпня 2011 у WebCite], східніше районного центру Крупки.
До складу сільради входять 30 населених пунктів:
- Ольшаники • Селище Бобрське • Боровець • Великий Ліс • Віктоліно • Дворище • Довге • Єленка • Єрошівка • Заболотське • Замки • Кленовичі • Колос • Краснівка • Кути • Липовець • Мачулища • Мерецький Двір • Навіси • Новосілки • Осово • Плиса • Підсосенка • Синиченька • Скаківка • Соколовичі • Стаї • Старий Бобр • Чернявка • Шатьки.